# Haymo Rethwisch

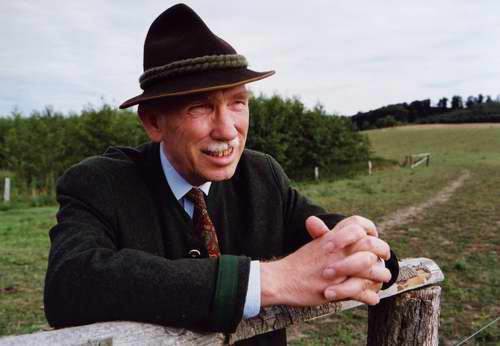
Haymo Rethwisch (1938–2014)

Haymo Ernst Gustav Rethwisch (* 9. Oktober 1938 in Hamburg; † 13. Februar 2014) war ein deutscher Unternehmer, Stifter und Sportschütze im Wurfscheibenschießen der Disziplin Skeet. Bekannt wurde er als Gründer der Deutschen Wildtier Stiftung.

## Leben
1967 erbte Rethwisch von seinem Vater die boco GmbH & Co. KG, ein mittelständisches Unternehmen für Berufskleidung, das er bis 1993 leitete. 1997 verkaufte er die Boco GmbH, die seitdem als CWS-boco International firmiert und ein Teil der Investmentholding Franz Haniel & Cie. ist. Im Jahr 1990 gründete Rethwisch die „WILDTIERLAND gemeinnützige Gesellschaft für ökologische Landschaftskultur und -forschung mbH“, die über 130 Hektar Land verfügt, das für heimische Wildtiere verfügbar gemacht wurde. 1992 gründete Rethwisch die mit zunächst 45 Millionen Mark Stiftungskapital ausgestattete „boco-Stiftung“, die seit 1999 als Deutsche Wildtier Stiftung firmiert und den Schutz einheimischer Wildtiere zum Ziel hat. Rethwisch, im Privatleben selbst Jäger, war es dabei ein Anliegen, die Verständigung von Jagd und Naturschutz zu befördern, um Schutz und Nutzung möglichst in Einklang zu bringen. Ab 1995 baute die Stiftung in Gut Klepelshagen im südöstlichen Mecklenburg-Vorpommern einen weiteren Standort auf. Rethwisch zog mit seiner Frau von Hamburg in das in der Nähe von Strasburg in der Uckermark gelegene Georgenthal um.
Auf dem im Naturschutzgebiet Klepelshagen gelegenen Gut richtete er im Jahr 2004 eine „Gourmet Manufaktur“ ein, die Fleischprodukte von Angus-Rindern und Wildtieren produziert. 2005 eröffnete er in Klepelshagen das „Wildtierland“, in dessen Zentrum sich das „Tal der Hirsche“ befindet, eine etwa 100 Hektar große Fläche, auf der Rothirsche auch tagsüber beobachtet werden können.
Haymo Rethwisch verstarb am 13. Februar 2014. Das Gut ist an die Stiftung übergegangen, die seine Arbeit fortsetzen wird. 2015 belief sich das Stiftungsvermögen bereits auf 109 Millionen Euro.

## Sportliche Karriere
Bis 1967 betrieb Haymo Rethwisch das Wurfscheibenschießen als Leistungssport und war recht erfolgreich, gemeinsam mit Konrad Wirnhier dem späteren Goldmedaillengewinner der Olympischen Spiele 1972 in München, Peter von Hohenthal und Hans-Joachim Suppli gewann er 1966 die Bronzemedaille mit der Skeet-Mannschaft bei der Weltmeisterschaft in Wiesbaden. Bereits im Jahr zuvor wurde er in Lissabon Vizeeuropameister im Einzel sowie mit der Mannschaft. Im Zeitraum 1962–1966 wurde Rethwisch dreimal Deutscher Vizemeister und erhielt dreimal Bronze.

## Auszeichnungen und Ehrungen
- 2001 Bundesverdienstkreuz am Bande für seine Leistungen im Wildtier- und Naturschutz
- 2011 Deutscher Stifterpreis des Bundesverbandes Deutscher Stiftungen
- 2018 wurde eine neu errichtete Straße, die Klepelshagen mit dem Ort Gehren verbindet, Rethwisch zu Ehren posthum auf den Namen Haymo-Rethwisch-Damm getauft.[9]

## Belege
1. ↑  Deutsche Wildtier Stiftung: Nachruf Haymo G. Rethwisch, Stifter und langjähriger Vorstand der Deutschen Wildtier Stiftung. In: Presseportal. 28. Februar 2014, archiviert vom Original am 10. August 2015; abgerufen am 30. Dezember 2019.
2. ↑  Rethwisch, Haymo G. - Katalog der Deutschen Nationalbibliothek. In: Deutsche Nationalbibliothek. Abgerufen am 30. Dezember 2019.
3. ↑  Menschen. In: Deutsche Wildtier Stiftung. Archiviert vom Original am 15. Dezember 2019; abgerufen am 30. Dezember 2019.
4. ↑  Gründer der Deutschen Wildtier Stiftung gestorben. In: proplanta.de. 1. März 2014, archiviert vom Original am 30. Dezember 2019; abgerufen am 30. Dezember 2019.
5. ↑  Hilmar Freiherr von Münchhausen: Haymo G. Rethwisch: Stifter – Visionär – Jäger. In: Deutsche Jagdzeitung. 27. Juni 2014, archiviert vom Original am 30. Dezember 2019; abgerufen am 30. Dezember 2019.
6. ↑  Christian Rickens: Ganz oben: Wie Deutschlands Millionäre wirklich leben. 1. Auflage. Kiepenheuer & Witsch, Köln 2011, ISBN 978-3-462-30331-5, 3. Vorpommern: Wild und Grund (eingeschränkte Vorschau in der Google-Buchsuche [abgerufen am 30. Dezember 2019]).
7. ↑  Informationsportal oekolandbau.de: Gut Klepelshagen: Offenland und Wald. Bundesanstalt für Landwirtschaft und Ernährung, 8. Juni 2021, abgerufen am 5. August 2021.
8. ↑  wirmagazin.de: Aus dem Leben eines Taugenichts. von André Hülsbömer, 14. Oktober 2011, abgerufen am 25. April 2023.
9. ↑  Fred Lucius: Warum diese neue Straße ganz besonders ist. In: Nordkurier. 10. April 2018, abgerufen am 3. August 2021.

| Personendaten    | Personendaten                     |
| ---------------- | --------------------------------- |
| NAME             | Rethwisch, Haymo                  |
| ALTERNATIVNAMEN  | Rethwisch, Haymo Ernst Gustav     |
| KURZBESCHREIBUNG | deutscher Unternehmer und Stifter |
| GEBURTSDATUM     | 9. Oktober 1938                   |
| GEBURTSORT       | Hamburg                           |
| STERBEDATUM      | 13. Februar 2014                  |